# Межрегиональный Научно-исследовательский институт ООН по вопросам преступности и правосудия
Межрегиональный Научно-исследовательский институт Организации Объединенных Наций по вопросам преступности и правосудия (ЮНИКРИ) является одним из пяти научно-исследовательских и учебных институтов ООН. Институт был основан в 1968 году для оказания помощи мировому сообществу в разработке и осуществлении более эффективной политики в области предупреждения преступности и уголовного наказания.

## История
В 1965 году Экономический и Социальный Совет ООН (ЭКОСОС) изложил в резолюции 1086 B (XXXIX) организационные механизмы осуществления программы социальной защиты Организации Объединенных Наций. В 1967 году Генеральный секретарь ООН У Тан издал бюллетень ST/SGB/134, в соответствии с которым был учрежден Научно-исследовательский институт социальной защиты при ООН, которому было поручено разрабатывать "новые знания и применять их в продвижении политики и практики в области предупреждения преступности среди несовершеннолетних и преступности среди взрослых и борьбы с ней" путем проведения исследований и оказания технической поддержки. В 1968 году Организация Объединенных Наций и правительство Италии подписали соглашение о создании штаб-квартиры ЮНСДРИ в Риме, и в следующем году Генеральный секретарь ООН официально открыл Институт.
В 1989 году в соответствии с резолюцией ЭКОСОС № 1989/56 институт был переименован в Межрегиональный Научно-исследовательский институт Организации Объединенных Наций по вопросам преступности и правосудия (ЮНИКРИ). Его мандат был расширен за счет принятия его нынешнего статута. В 2000 году ЮНИКРИ перенес свою штаб-квартиру из Рима в Турин.

## Цели и функции
Институт осуществляет ориентированные на конкретные действия программы научных исследований, профессиональной подготовки и технического сотрудничества в целях оказания помощи правительствам и международному сообществу в целом в борьбе с угрозами, которые преступность создает для социального мира, развития и политической стабильности, а также в содействии развитию справедливых и эффективных систем правосудия. ЮНИКРИ поддерживает разработку и осуществление более эффективной политики в области предупреждения преступности и правосудия, поощрения национальной самообеспеченности и развития институционального потенциала. Институт работает над углублением понимания проблем, связанных с преступностью, содействуя соблюдению международных документов и стандартов; он содействует обмену и распространению информации, сотрудничеству в области международного правоприменения и судебной помощи.
ЮНИКРИ структурирует свою деятельность для удовлетворения выявленных потребностей государств-членов. Его программная деятельность вытекает из приоритетов, определенных ежегодной Комиссией ООН по предупреждению преступности и уголовному правосудию. В число текущих приоритетов института входят, в частности, деятельность, связанная с организованной преступностью, судебной реформой, правосудием в отношении несовершеннолетних, безопасностью и контртерроризмом, безопасностью крупных событий, международным уголовным правом, коррупцией, торговлей людьми, защитой жертв, контрафакцией, киберпреступностью, преступлениями против окружающей среды и злоупотреблением психоактивными веществами.
Институт твердо верит в важность и преимущества тесного международного и межрегионального сотрудничества. Он поощряет обмен информацией и опытом на всех уровнях.

## Расположение
Межрегиональный Научно-исследовательский институт Организации Объединенных Наций по вопросам преступности и правосудия имеет свою штаб-квартиру в кампусе ООН в Турине, Италия. Он также имеет отделение связи в Риме, Женеве и офисы по всему миру.

## Деятельность
Программа прикладных исследований ЮНИКРИ организована по трем основным направлениям:
- новые виды преступлений;

- управление безопасностью и борьба с терроризмом;

- обучение и повышение квалификации.

### Возникающие преступления
Группа по борьбе с новыми преступлениями активно участвует в усилиях по уменьшению последствий таких новых преступлений, как торговля людьми, коррупция, преступления против окружающей среды, контрафакция и киберпреступность. Группа по новым преступлениям также принимает меры по защите тех, кто подвергается наибольшему риску стать жертвой, включая женщин и несовершеннолетних жертв торговли людьми; молодежь, подвергающуюся риску или находящуюся в конфликте с законом; и жертв контрафакции - как потребителей, так и законных производителей.

### Управление безопасностью и борьба с терроризмом
Проекты в этой области сосредоточены на предотвращении терроризма; обеспечении безопасности во время крупных мероприятий; защите уязвимых целей; предотвращении радикализации; и предотвращении незаконного оборота химических, биологических, радиологических и ядерных материалов. Деятельность конкретно направлена на то, чтобы предложить государствам-членам широкий спектр эффективных стратегий предотвращения актов терроризма и укрепления институционального потенциала посредством эффективного управления безопасностью при одновременном обеспечении верховенства права и уважения прав человека. Действуя на основе гибкой и гибкой платформы сотрудничества, институт предлагает консультативные услуги, стратегическую помощь и ориентированный на конкретные действия анализ по широкому спектру вопросов безопасности. ЮНИКРИ сотрудничает с другими подразделениями ООН и многими другими международными и региональными организациями в целях разработки скоординированных пакетов мер реагирования. ЮНИКРИ является членом Целевой группы Организации Объединенных Наций по осуществлению контртеррористических мероприятий (ЦГОКМ), которая уполномочена осуществлять положения Глобальной контртеррористической стратегии ООН 2006 года. В рамках деятельности ЦГОКМ институт совместно возглавляет две рабочие группы, первая из которых направлена на усиление защиты уязвимых целей путем развития государственных/частных инициатив. Во втором рассматриваются вопросы, связанные с радикализацией и экстремизмом, которые могут привести к терроризму.

### Обучение и повышение квалификации
В рамках своей приверженности обмену знаниями между странами во всем мире ЮНИКРИ осуществляет многочисленные учебные программы и учебные курсы по вопросам, касающимся предупреждения преступности и уголовного правосудия. Он поддерживает партнерские отношения со многими университетами и учебными заведениями для оказания помощи в проведении своих курсов. Предлагаемые курсы включают в себя:
- Магистратуру по праву в области международной преступности и правосудия (LL.М.)

- Международную летнюю школу по миграции - вызовы и возможности для Европы

Особое внимание уделяется образованию и профессиональной подготовке в развивающихся странах при поддержке академических и параакадемических учреждений в целях оказания им помощи в разработке мероприятий и инициатив, направленных на благо общества в целом. По просьбе государств-членов ЮНИКРИ также осуществляет специализированные программы профессиональной подготовки для сотрудников судебных органов.

### Центр документации ЮНИКРИ
Центр является одним из основных источников материалов, связанных с предупреждением преступности, и доступен для исследователей во всем мире для использования в разработке и осуществлении технических мероприятий и исследований. Он также поддерживает учебные мероприятия и организует инициативы, ориентированные на широкую общественность. Деятельность центра включает сбор, анализ и распространение законодательных, статистических и библиографических документов в библиотеке. В библиотеке хранится более 18 000 монографий, 1250 журналов и ежегодников; десятки тысяч документов, подготовленных системой Организации Объединенных Наций и другими организациями; мультимедийные материалы; и серая литература по вопросам предупреждения преступности и уголовного правосудия. Центр предлагает оперативный доступ ко всем своим услугам, таким как библиотечный каталог, Криминологический Тезаурус, библиографические базы данных, справочники, полнотекстовые статьи и тезисы монографий.

### Отделение связи
Отделение связи ЮНИКРИ в Риме поддерживает связь с принимающей страной, дипломатическим корпусом, правительственными и неправительственными организациями, академическими кругами, средствами массовой информации и гражданским обществом в целях содействия достижению целей и задач ООН. Отделение оказывает поддержку региональному Информационному Центру Организации Объединенных Наций для Европы и оказывает поддержку генеральному секретарю и другим старшим должностным лицам Организации Объединенных Наций в ходе официальных визитов в Италию. Офис ведет свой собственный веб-сайт на итальянском языке (www.onuitalia.it), который публикует новости, связанные с системой ООН.

## Финансирование
ЮНИКРИ полностью финансируется за счет добровольных взносов и не получает никакого финансирования из регулярного бюджета Организации Объединенных Наций. ЮНИКРИ может осуществлять свои программы благодаря щедрости ряда государств-членов и других доноров, включая международные и региональные организации, благотворительные организации и фонды.

## Официальные партнеры
ЮНИКРИ сотрудничает с рядом официальных партнеров, включая национальные правительственные учреждения, международные организации, неправительственные организации и университеты.